# Dziembrów (gmina)
Dziembrów (do 1920 Lack) – dawna gmina wiejska istniejąca w latach 1920–1929, głównie w województwie nowogródzkim w Polsce (obecnie na Białorusi). Siedzibą gminy było miasteczko Dziembrów (199 mieszk. w 1921 roku).
Gminę Dziembrów utworzono 17 maja 1920 z obszaru dotychczasowej gminy Lack. Gmina wchodziła w skład powiatu lidzkiego, należącego początkowo do okręgu wileńskiego pod Zarządem Cywilnym Ziem Wschodnich. 20 grudnia 1920 gmina weszła w skład tymczasowego okręgu nowogródzkiego, a 19 lutego 1921 została włączona do nowo utworzonego województwa nowogródzkiego.
29 maja 1929 roku gmina weszła w skład nowo utworzonego powiatu szczuczyńskiego w tymże województwie. Niecały miesiąc później (21 czerwca 1929) gminę zniesiono, a jej obszar włączono do gmin do Ostryna, Kamionka i Szczuczyn.